# Lacinipolia imbuna
Lacinipolia imbuna är en fjärilsart som beskrevs av Smith 1905. Lacinipolia imbuna ingår i släktet Lacinipolia och familjen nattflyn. Inga underarter finns listade i Catalogue of Life.